# Coteala, Briceni
Coteala este un sat din raionul Briceni, Republica Moldova.

## Istorie
Localitatea a fost atestată documentar pentru prima dată în 1592:
„Io Aron voievod, din mila lui Dumnezeu, domn al Țării Moldovei. Iată pe aceste adevărate slugi ale noastre, Boldur și sora lui, Magda, fiii lui Dragoș Mihăilaș și deasemenea verii lor, Macrina și surorile ei Ana și Mărica, fiicele lui Sima Mihăilaș și deasemenea verii lor, Ștefa și frații lui, Ion și Gavril Mătiaș și sora lor Gafa, fiii lui Toader Herțea, toți nepoții lui Vasco Mihăliaș, strănepoții lui Ivanco Mihăilaș, i-am miluit cu deosebita noastră și le-am dat și le-am întărit lor, dela noi dreptele lor ocine și dedine, din privilegiul de miluire și de întărire, ce a avut străbunicul lor, Ivanco Mihăilaș dela Alexandru voievod cel Bătrân, anume satul Marșiți, la gura Răchitnei Mici și Sijcouții pe Prut, care acum se numește Noua Suliță și satul Coteteleva și satul Samcăuții, ca să le fie lor și dela noi uric și ocine și cu tot venitul.

...

Scris în Iași, anul 7100 <1592> Mai 5.”

## Demografie

### Structura etnică
Structura etnică a satului conform recensământului populației din 2004:
| Grup etnic         | Populație | % Procentaj |
| ------------------ | --------- | ----------- |
| Moldoveni / Români | 1.987     | 98,27%      |
| Ruși               | 18        | 0,89%       |
| Ucraineni          | 17        | 0,84%       |
| Total              | 2.022     | 100%        |

## Administrație și politică
Componența Consiliului local Coteala (11 consilieri), ales la 5 noiembrie 2023, este următoarea:
|  | Partid                                       | Consilieri | Componență | Componență | Componență | Componență | Componență |
|  | -------------------------------------------- | ---------- | ---------- | ---------- | ---------- | ---------- | ---------- |
|  | Partidul Acțiune și Solidaritate             | 5          |            |            |            |            |            |
|  | Partidul Socialiștilor din Republica Moldova | 4          |            |            |            |            |            |
|  | Partidul Comuniștilor din Republica Moldova  | 1          |            |            |            |            |            |
|  | Partidul Nostru                              | 1          |            |            |            |            |            |